# Refoios do Lima
Refoios do Lima (pré-AO 1990: Refóios do Lima) é uma povoação portuguesa sede da Freguesia de Refoios do Lima do Município de Ponte de Lima, freguesia com 16,40 km² de área e 1978 habitantes (censo de 2021), tendo, por isso, uma densidade populacional de 120,6 hab./km².

## Demografia
A população registada nos censos foi:
| Distribuição da População por Grupos Etários | Distribuição da População por Grupos Etários | Distribuição da População por Grupos Etários | Distribuição da População por Grupos Etários | Distribuição da População por Grupos Etários |
| -------------------------------------------- | -------------------------------------------- | -------------------------------------------- | -------------------------------------------- | -------------------------------------------- |
| Ano                                          | 0-14 Anos                                    | 15-24 Anos                                   | 25-64 Anos                                   | > 65 Anos                                    |
| 2001                                         | 396                                          | 330                                          | 1066                                         | 490                                          |
| 2011                                         | 310                                          | 220                                          | 1083                                         | 556                                          |
| 2021                                         | 196                                          | 206                                          | 968                                          | 608                                          |

## Património
- Penedo de São Simão
- Casa da Boavista
- Torre de Refóios ou Torre dos Malheiros
- Mosteiro de Refóios do Lima

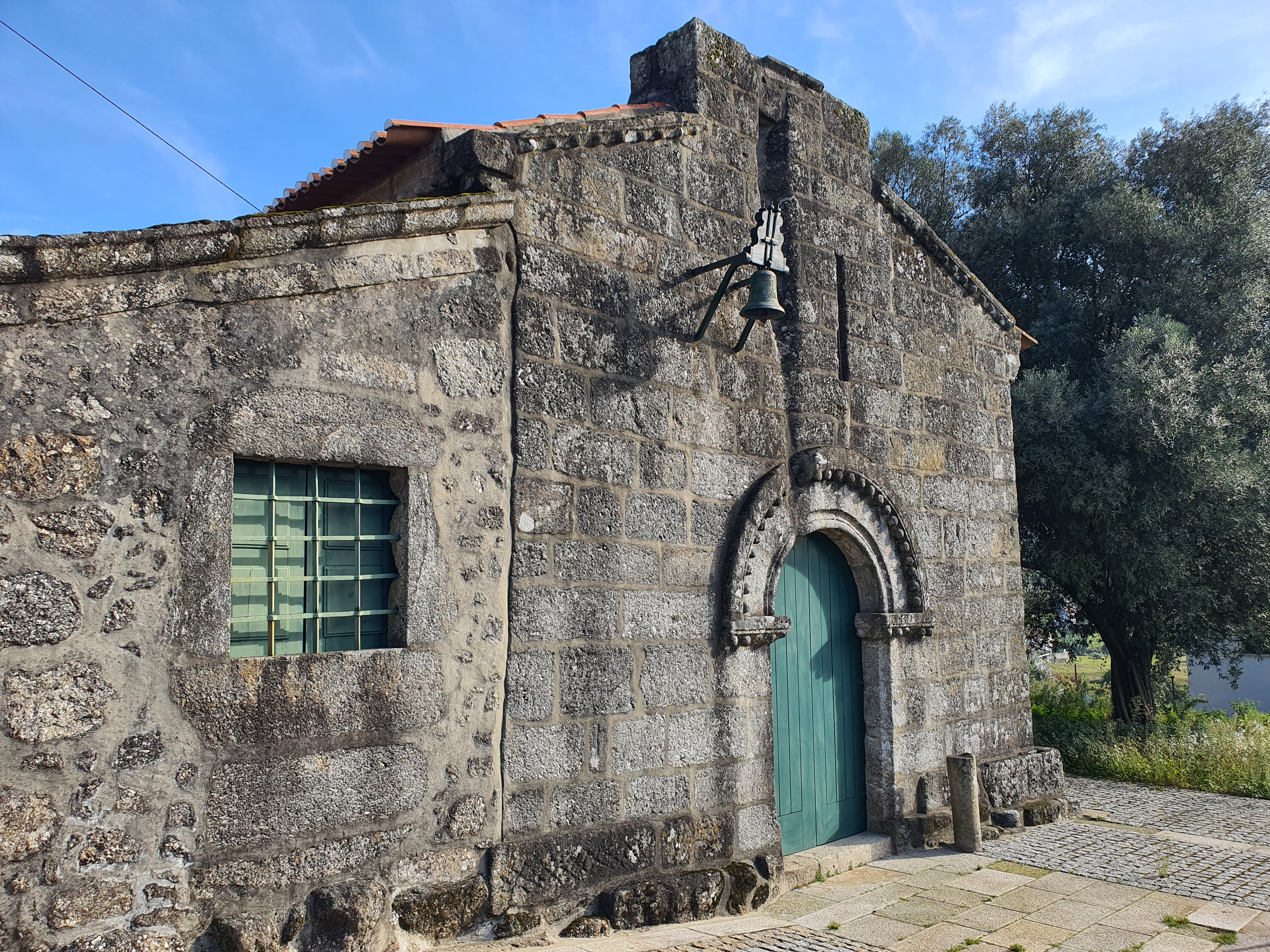
Capela de Santa Eulália
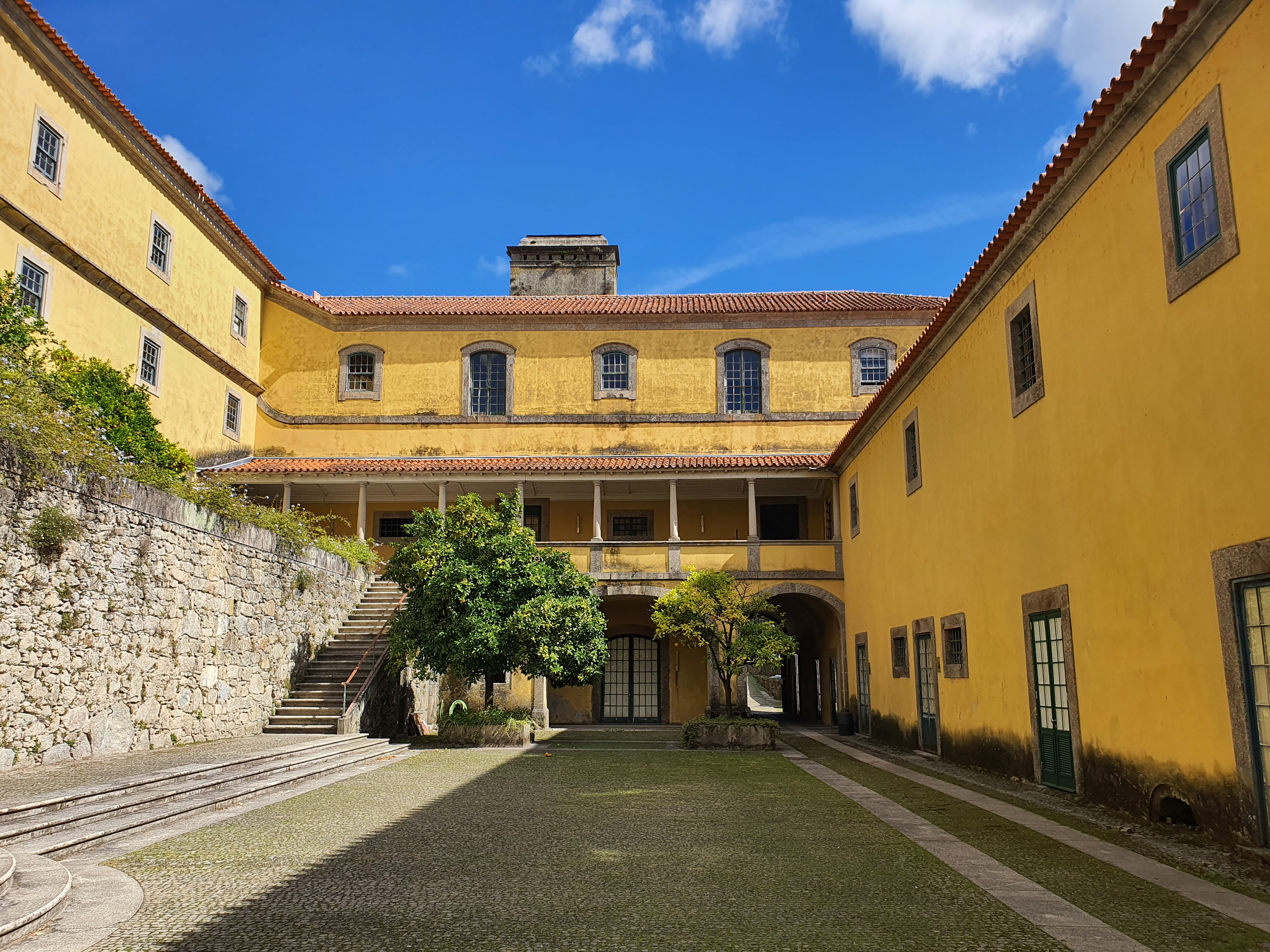
Mosteiro de Santa Maria

- Capela de Santa Eulália
- Mosteiro de Santa Maria